# Evangelische Kirche Wellerode
Die evangelische Kirche Wellerode ist eine Pfarrkirche in Wellerode, einem Ortsteil der Gemeinde Söhrewald im Landkreis Kassel in Nordhessen. Sie gehört zur evangelischen Kirchengemeinde Wellerode im Kirchenkreis Kaufungen im Sprengel Kassel der Evangelischen Kirche von Kurhessen-Waldeck, die seit Mitte der 1950er Jahre selbständig ist. Die Kirche steht unter Denkmalschutz.

## Geschichte
An der Stelle der heutigen Kirche stand eine Vorgängerkirche, die sich Ende des 19. Jahrhunderts in einem schlechten Bauzustand befand. Die alte Kirche hatte ein Mauerwerk aus Steinquadern und einen aufgesetzten Turm aus Fachwerk. Das aus Stein gemauerte Sockelgeschoss des Turmes der alten Kirche blieb erhalten und wurde in den Neubau integriert.
Am 1. August 1898 führte ein einstimmiger Beschluss der kirchlichen und politischen Gemeinde dazu, dass Pfarrer Maximilian Lotze, als Vollmarshäuser Pfarrer auch für Wellerode zuständig, die Organisation eines Neubaus der Kirche einleiten sollte. Da Lotze bald darauf starb, wurde dies von seinem Nachfolger Hermann Dippel übernommen. Die Frage der Finanzierung des Neubaus war jedoch noch offen, da die königliche Regierung darauf bestand, dass die Gemeinde eine gewisse Eigenleistung erbringen sollte. Nachdem von Kaiser Wilhelm II. ein „Allerhöchstes Gnadengeschenk“ über 12.400 Mark zugesagt wurde und aus Kollektensammlungen 3000 Mark zusammenkamen, war die Finanzierung vorerst gesichert. Da ein gleichzeitiger Turmaufbau mit 2.100 Mark aus Gemeindemitteln zu decken war, war immer noch unklar, ob dies in einem späteren Bauabschnitt stattfinden sollte. Am 6. Juni 1900 wurde beschlossen, einen Kredit von 15.000 Mark zu 4,25 % Zinsen bei der Landeskreditkasse aufzunehmen. Dieser Betrag reichte jedoch vermutlich nicht aus, da ein Jahr später der königliche Baurat Janert bei den Gemeindeverordneten anfragte, ob die um 4900 Mark gestiegenen Mehrkosten für den Turmaufbau und weitere nicht aufgeschlüsselte 1.600 Mark von der Gemeinde übernommen würden. Laut dem Beschlussprotokoll wurde dem stattgegeben.
Der Entwurf des Kirchengebäudes stammt von Oskar Hoßfeld. Im Herbst 1901 wurde mit der Planierung des Kirchhofs begonnen. Aus Beschlüssen der Gemeindevertretersitzungen Februar bis April 1902 ist bekannt, dass zwar die Bauarbeiten gut vorankamen, aber weitere Mehrkosten entstanden. Ebenso war in dieser Zeit die Beschaffung der Orgel und der Glocken ein Thema. Als Lieferant der Glocken wurde die traditionsreiche Glockengießerei Franz Schilling in Apolda (Thüringen) vorgesehen.
Am 14. Dezember 1902 wurde die Kirche feierlich eingeweiht. Da die Bauurkunde in einer Metallkapsel im Altar eingelegt wurde, sind genaue Baukosten bekannt. Sie beliefen sich insgesamt auf 44.700 Mark, welche sich aus 31.000 Mark für den Kirchenbau, 7000 Mark für den Turm und an weiteren kleineren Kosten 2200 Mark (Glocke), 1000 Mark (Uhr), 2500 Mark (Orgel) und 1.000 Mark (Ausstattung) zusammensetzten.
Ursprünglich war der Kirchhof mit einer schmiedeeisernen Umfriedung auf einem gemauerten Sockel umgeben. Der Zaun wurde später entfernt. Ein wenige Meter langes Stück des Zaunes blieb erhalten.

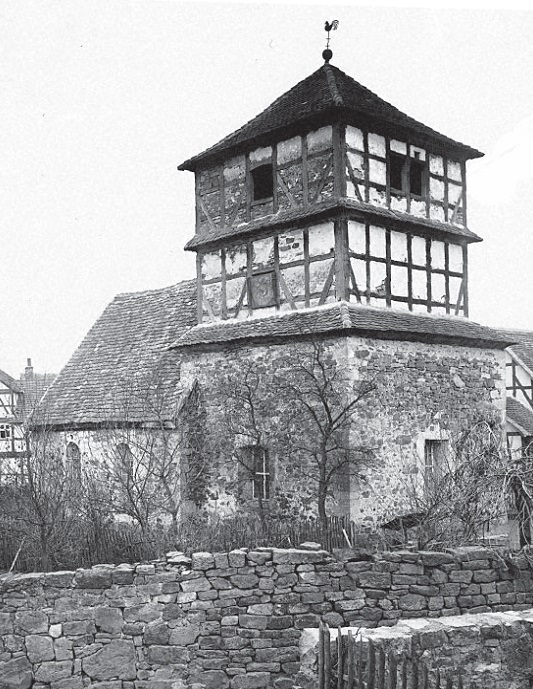
Alte evangelische Kirche Wellerode mit aufgesetztem Turm aus Fachwerk
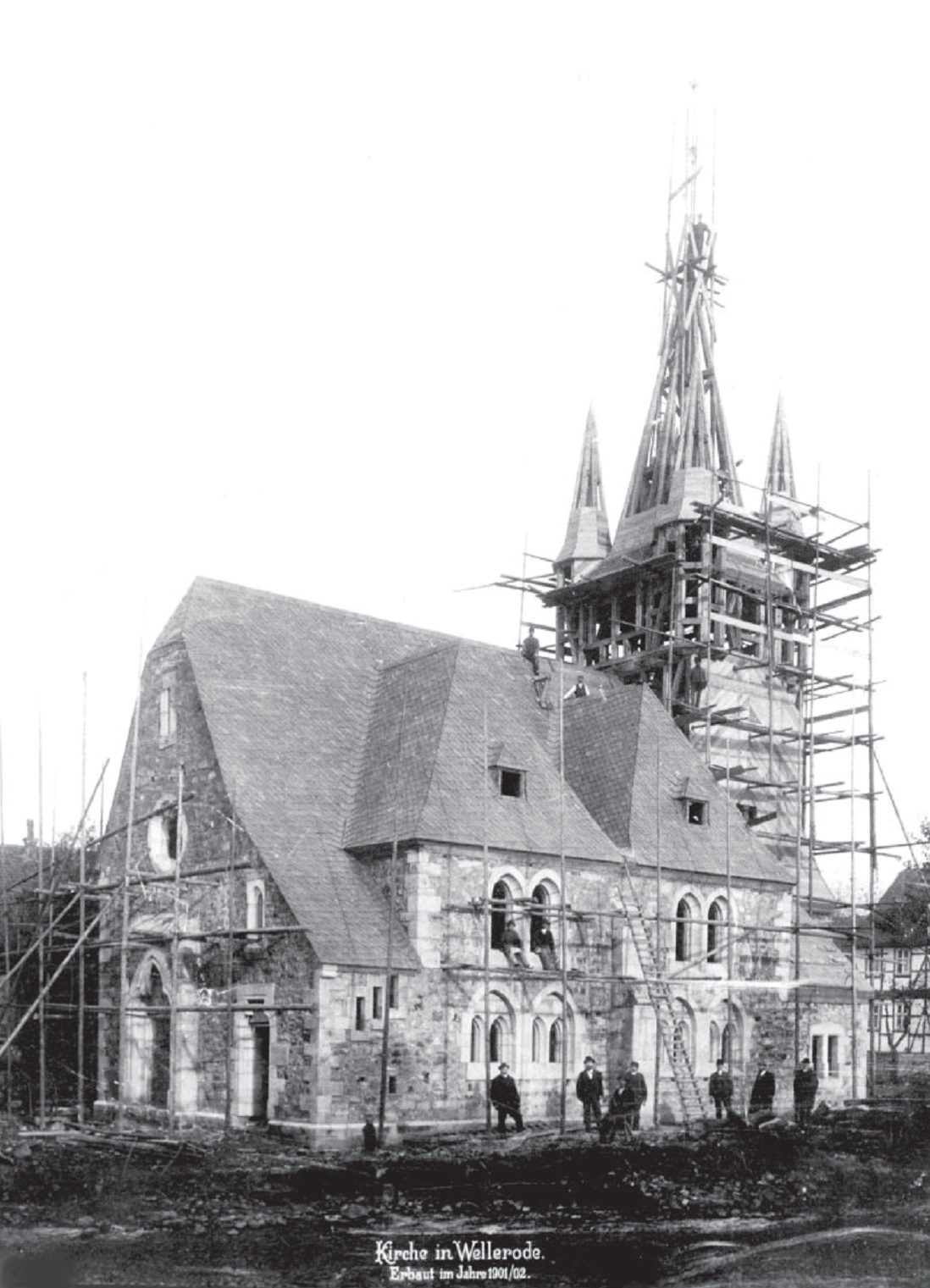
Die Kirche in Wellerode während des Neubaus
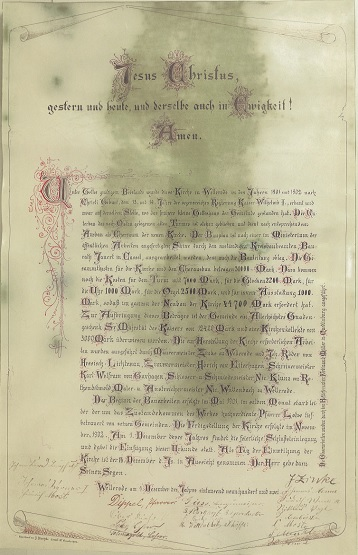
Bauurkunde der Kirche Wellerode von 1902
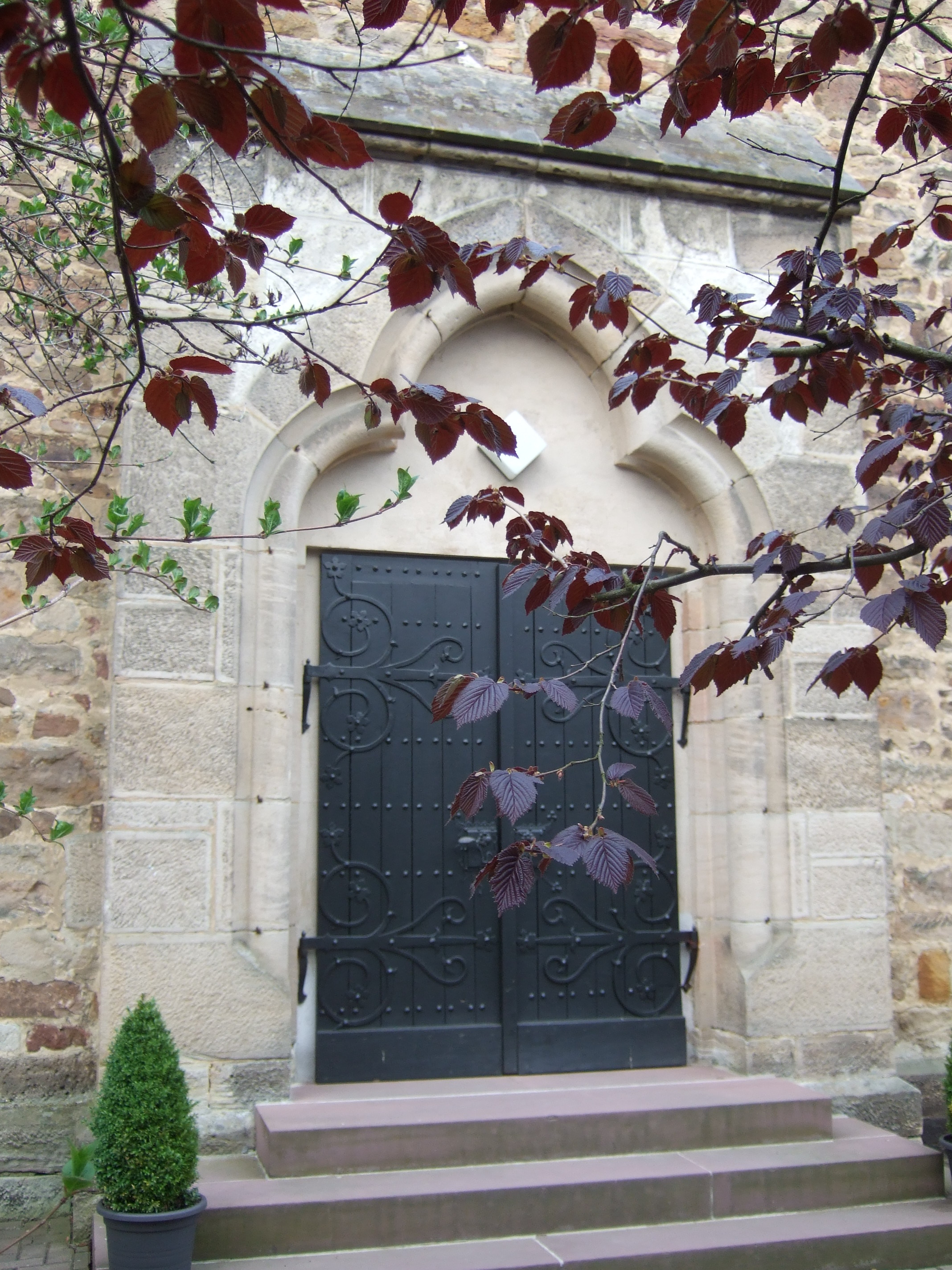
Haupteingang 2013
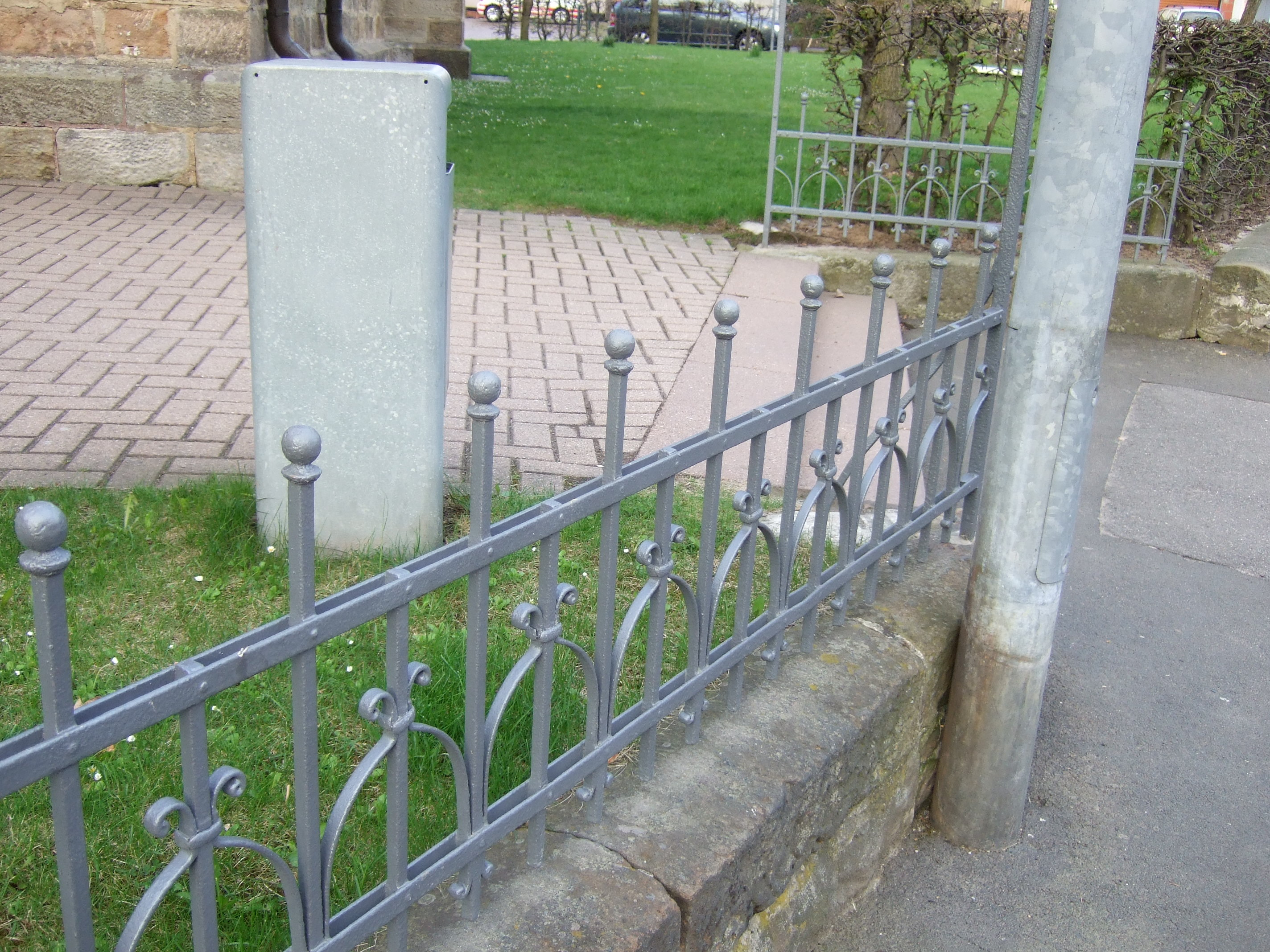
Verbliebener Zaunrest
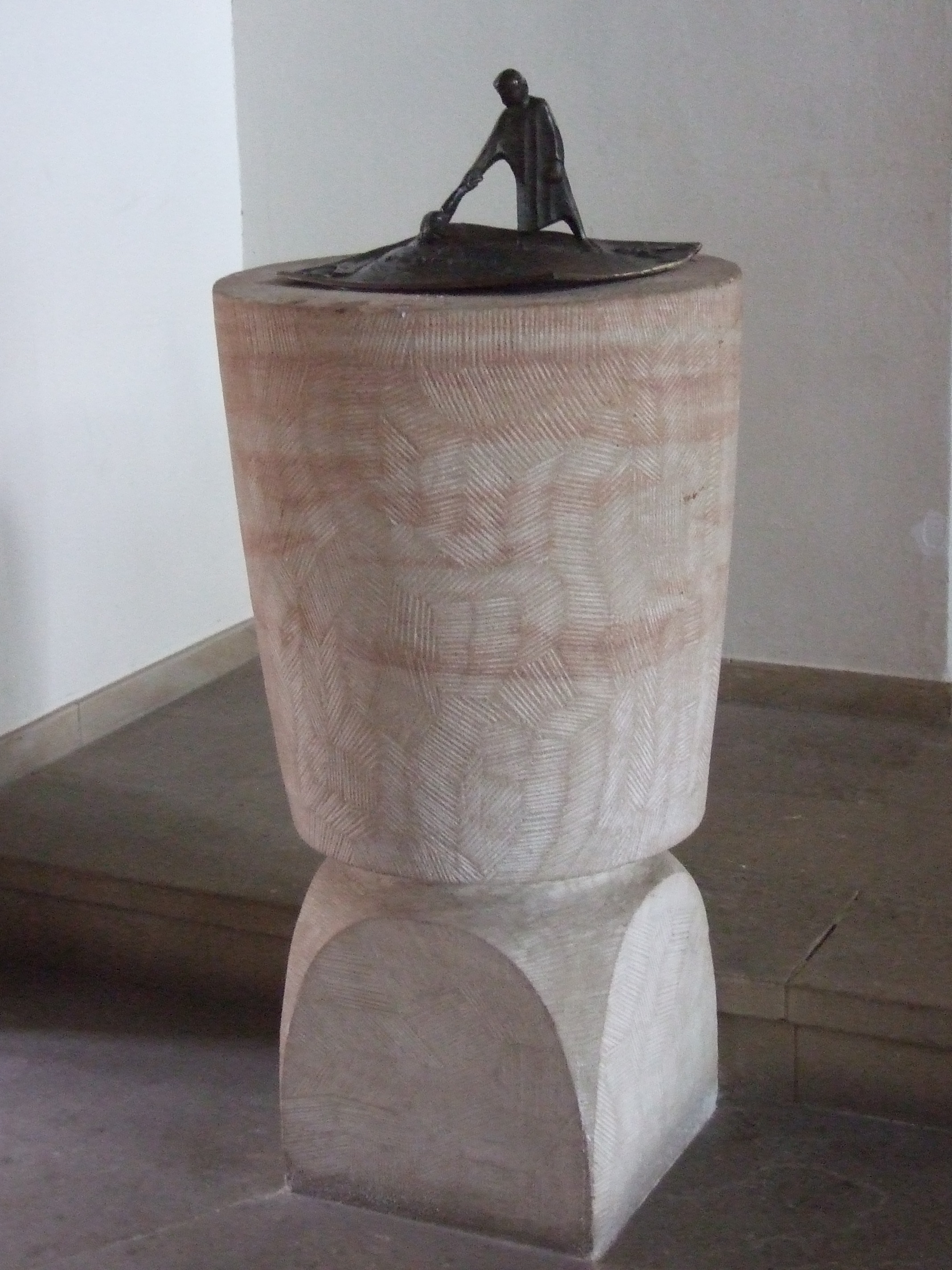
Das Taufbecken

## Gebäude

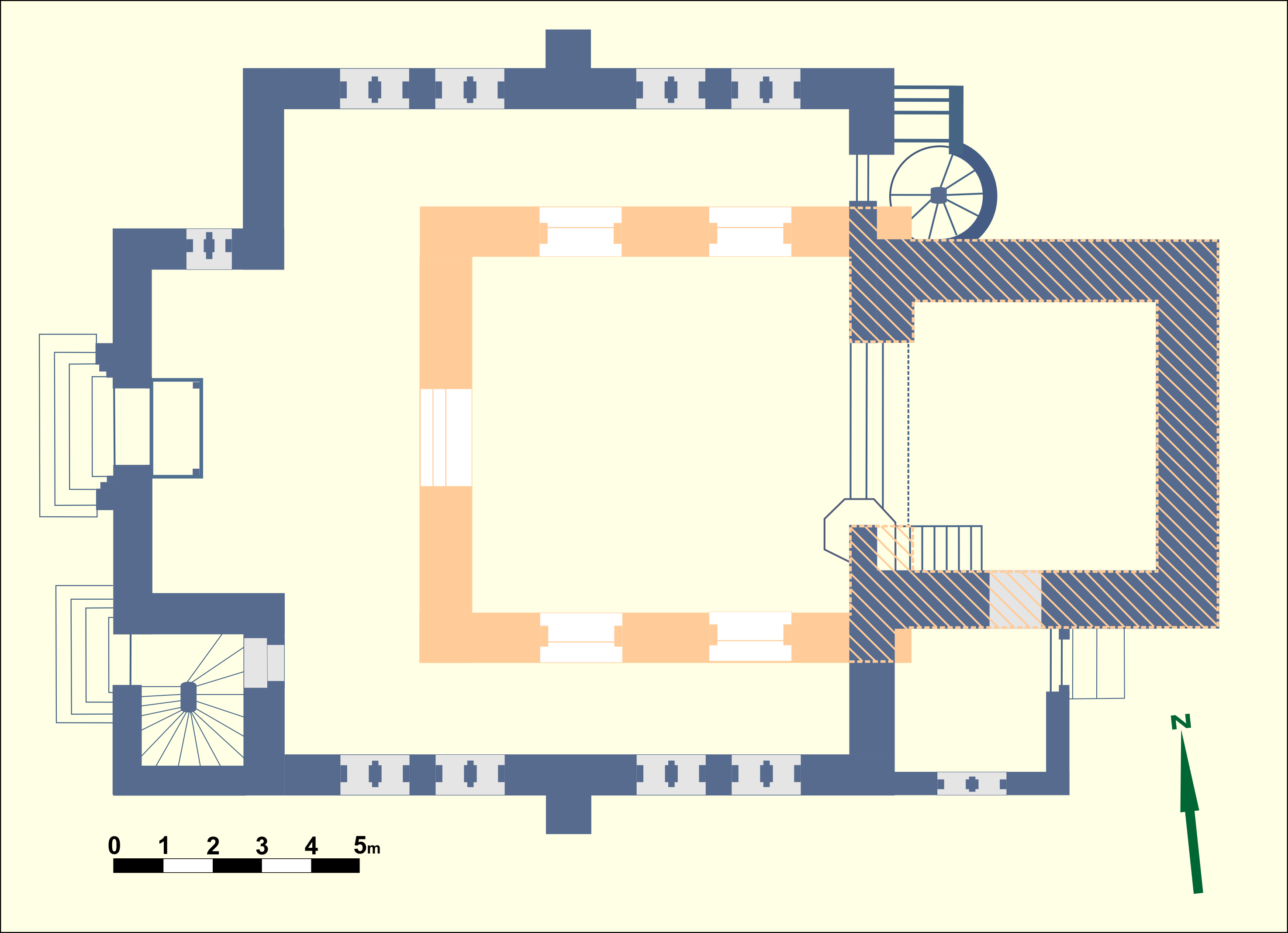
Grundriss der alten Kirche (braun) und des Neubaus von 1902 (blau)

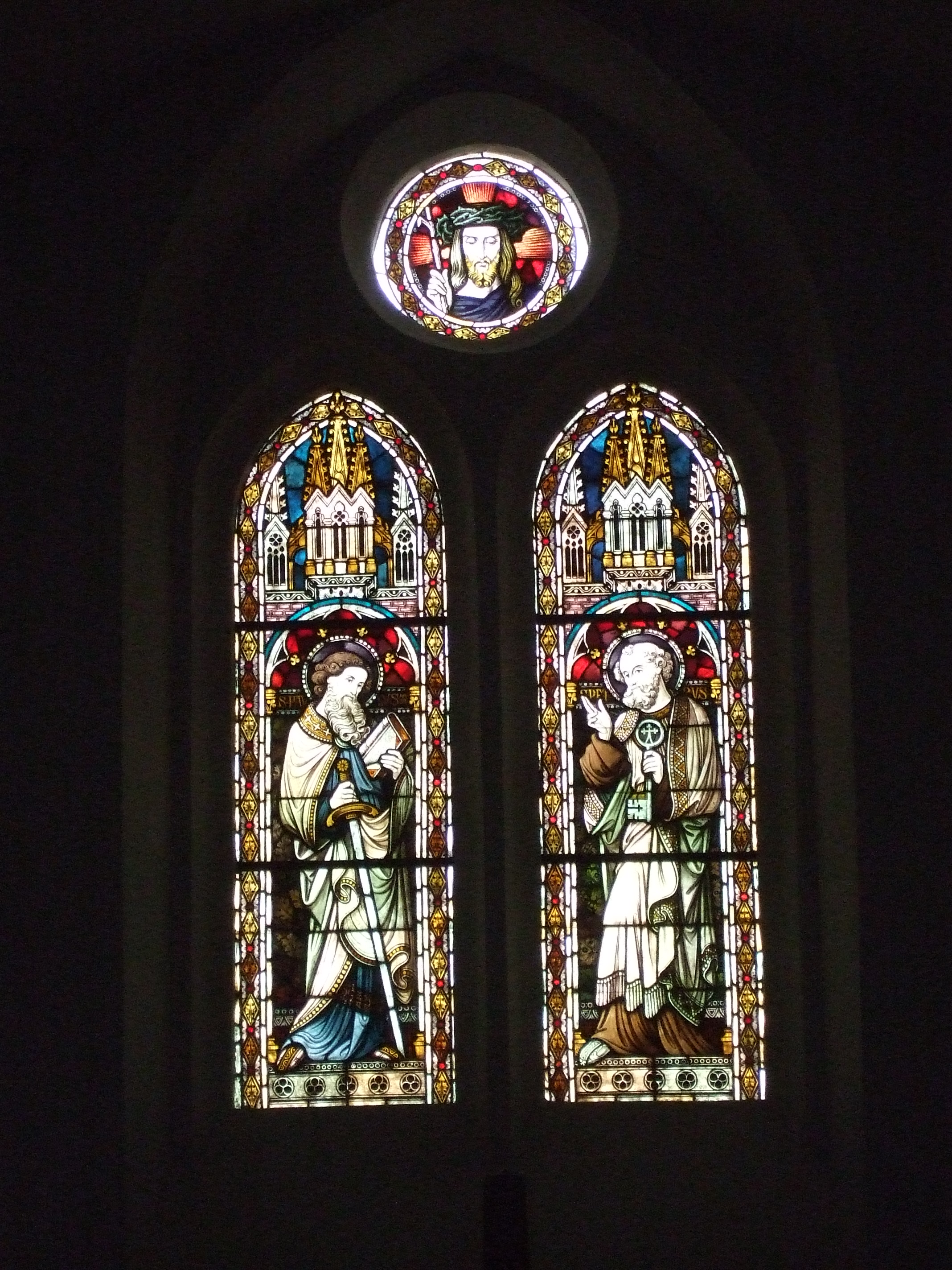
Kirchenfenster hinter dem Altar im Chorraum – Die Fenster zeigen oben Jesus und unten die Apostel Paulus (links) und Petrus (rechts)

In den Seitenwänden sind zwölf Spitzbogenfenster eingebaut; die Empore umfasst die Seiten- und die Rückwand. An der Rückwand ist auch die Orgel angebracht. Der Altar (Fa. Wachenfeld in Külte/Waldeck), die Kanzel (Eichenteile: Schreinermeister Hahn, Wellerode) und der Taufstein aus Sandstein (Bildhauer Hermann Pohl in Kassel) sind 1970 schlicht und ohne Schmuckwerk ausgeführt worden. Der Deckel des Taufbeckens ist im Gegensatz zu der sonst symbolarmen Ausstattung der Kirche reich an Sinnbildern. Der Griff stellt Christus dar, der den Versinkenden rettet, der ebenfalls über das Wasser wandeln wollte, ohne hierzu den rechten Glauben zu haben. Auf dem Rand findet man die das Wasser betreffenden Geschichten der Bibel:
- die Arche Noah
- die Taube mit dem Ölzweig (1. Mos. 6–8).
- Mose im Schilfkörbchen
- die Hochzeit zu Kana, während der Christus Wasser in Wein verwandelt (Joh. 2, 1 ff.)
- die Sturmstillung
- die Schlange als Sinnbild des Bösen – die Taufe als Ausdruck des Heils.

An der Rückseite des Altarraums befinden sich bemalte Glasfenster. Das vom Betrachter linke neugotische Fenster stellt Paulus mit dem Schwert und Buch, das rechte Petrus mit dem Schlüssel dar, überhöht werden beide von einem Rundfenster mit dem dornengekrönten und den Lebensstab haltenden auferstandenen, triumphierenden Christus.
Auf dem Weg in den Glockenturm sind das noch funktionierende Uhrwerk aus dem Jahr 1901 und eine bei der Renovierung im Jahre 1993 entdeckte, gut ausgearbeitete Balkeninschrift, deren lesbarer Teil „Anna Elisabeth…ten Bachmann GR Anno 1775“ lautet, zu sehen. Der Balken stammt vermutlich aus einem Fachwerkhaus.

## Glocken
Die kleinere der beiden 1902 angeschafften Glocken musste während des Ersten Weltkrieges abgeliefert werden und wurde eingeschmolzen. 1924 wurde die Glocke ersetzt; allerdings wurde die große Glocke während des Zweiten Weltkriegs 1940 ebenfalls eingeschmolzen. 1956 wurden zwei neue Glocken angeschafft. Bis 1961 hatten Schuljungen für das tägliche Läuten zu sorgen. Die Glocken werden seitdem automatisch geläutet.

## Orgel

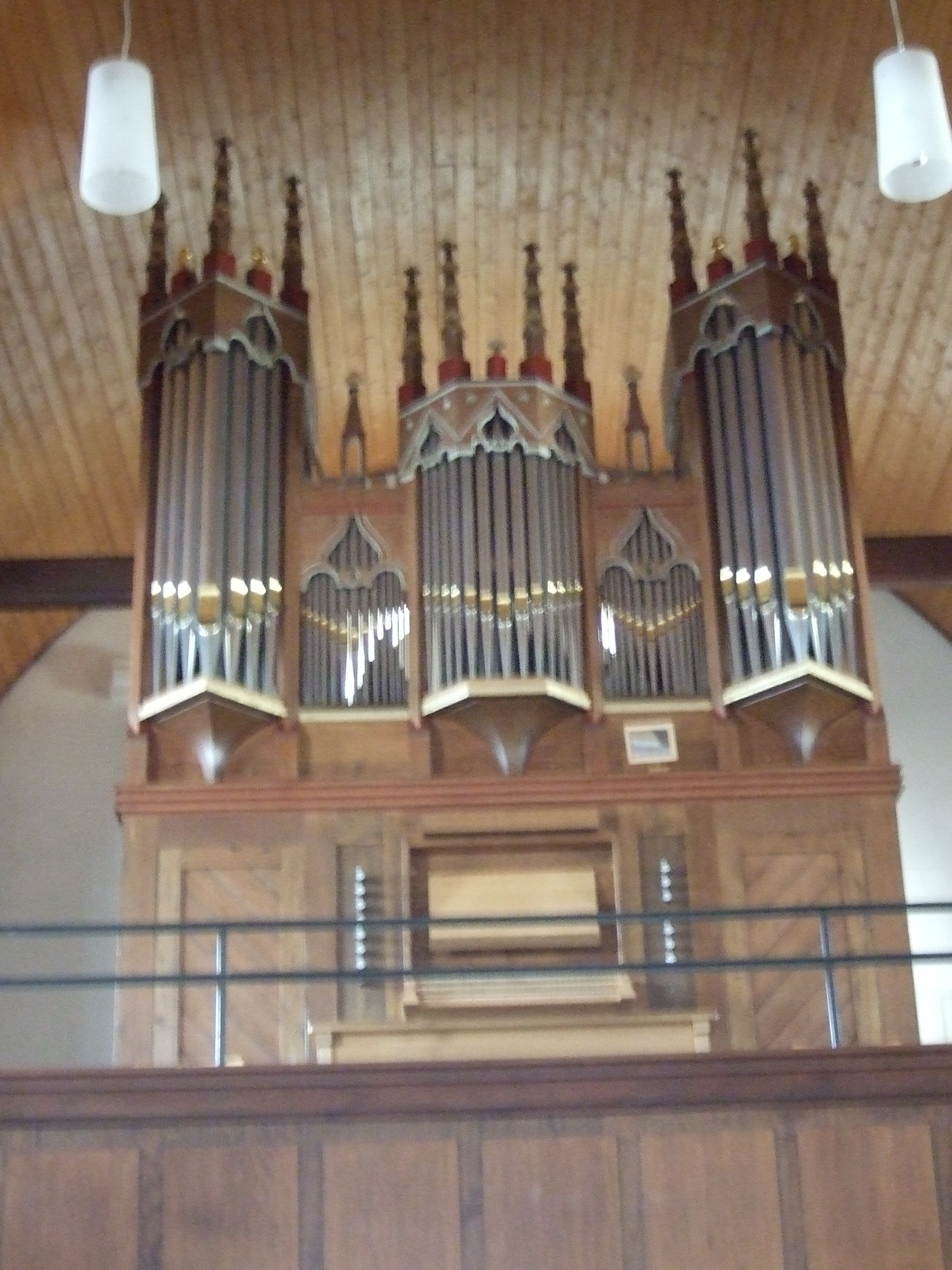
Orgelprospekt

Von der Orgel der alten Kirche ist wenig bekannt. Überliefert ist, dass sie auf einer Bühne hinter dem Altar stand und dass sie aus Anlass des Neubaus der Kirche an Friedrichsbrück verkauft wurde. Die kleine Orgel soll 1848 vom Orgelbauer Balthasar Conrad Euler aus Gottsbüren gebaut worden sein.
Aus den Protokollen aus der Zeit des Kirchenneubaus ist bekannt, dass schon bei Baubeginn die Anschaffung einer neuen Orgel beschlossen wurde. Die Firma Möller aus Rotenburg wurde mit dem Bau der Orgel beauftragt und lieferte diese im Frühsommer 1903. Aufstellungsort der Orgeln in dem Kirchneubau war und ist die Orgelempore über dem Haupteingang im Westen der Kirche. Das einmanualige Werk hatte eine romantisch konzipierte Disposition mit neun Registern, eine pneumatische Traktur und einen Prospekt im Stil der Neugotik. Zunächst war die Orgel mit einem mechanischen Orgelbalg ausgestattet, der 1956 durch einen elektrisch-angetriebenen ersetzt wurde. Zwei Jahre später erfolgte eine tiefgreifende Dispositionsänderung zugunsten neobarocker Klangfarben.
Im Jahr 2001 wurde die Orgel durch einen Neubau des Orgelbau-Unternehmens Dieter Noeske ersetzt. Zwei Register wurden ganz, drei teilweise aus der Vorgängerorgel übernommen und das holzsichtige Gehäuse in umgestalteter Form wiederverwendet. Das Instrument verfügt über 809 Pfeifen in 13 Registern, die auf zwei Manuale und Pedal verteilt sind. Der Prospekt ist fünfachsig und wird durch den niedrigen polygonalen Rundturm in der Mitte und die flankierenden spitzen Ecktürme geprägt, die auf Konsolen ruhen. Zwischen den Pfeifentürmen sind Flachfelder angebracht. Die Pfeifenfelder werden von einem Spitzbogenfries abgeschlossen und von Fialen bekrönt. Die neugotische Prospektgestaltung wird durch einzelne Jugendstilelemente bereichert. Die Prospektpfeifen weisen vergoldete, aufgeworfene Rundlabien auf. Die Disposition lautet:
| I Manual C–g3 |    |
| Prinzipal     | 8′ |
| Hohlflöte     | 8′ |
| Gambe         | 8′ |
| Octave        | 4′ |
| Fl. travers   | 4′ |
| Octave        | 2′ |
| Mixtur III–IV |    |

| II Manual C–g3  |              |
| Gedackt         | 8′           |
| Rohrflöte       | 4′           |
| Sesquialtera II | 2 ⁄3′+1 3⁄5′ |

| Pedal C–d1 |     |
| Subbass    | 16′ |
| Oktavbass  | 8′  |
| Trompete   | 8′  |

- Koppeln: I/P
- Tremulant: auf das ganze Werk

## Kirchengemeinde

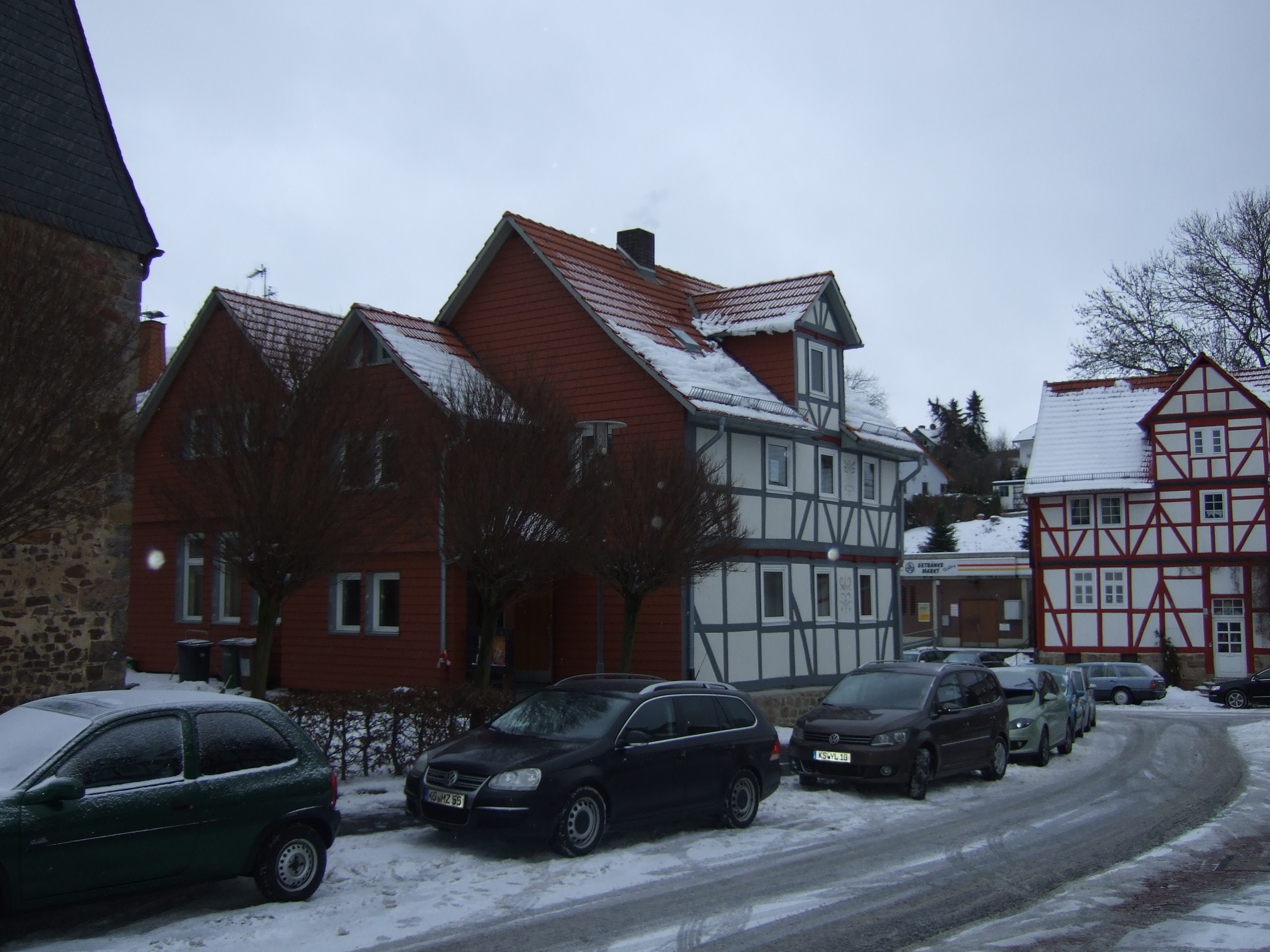
Evangelisches Gemeindehaus Söhrewald-Wellerode

Die damals noch selbständige Gemeinde Wellerode wurde bis Mitte 1954 von den Pfarrern aus dem damals ebenfalls noch politisch selbständigen Vollmarshausen betreut, bevor sie selbständig wurde. Sie verfügt seit 1957 unmittelbar neben der Kirche über ein Gemeindehaus, das vorher der alte Schulsaal war. Ausgebaut und renoviert, konnte es 1983 seiner Bestimmung übergeben werden. Es hat nun im Kellergeschoss einen Jugendraum. Ein großer Raum im Erdgeschoss dient der Kirchengemeinde u. a. für den Konfirmandenunterricht. Im ersten Stock befinden sich ein Sitzungsraum und eine Bücherei. Der zweite Stock ist in zwei Gruppenräume aufgeteilt, die vorwiegend von Kindergruppen und Mutter-Kind-Gruppen genutzt werden. Das Haus des Pfarramtes wurde 1966 in der näheren Umgebung der Kirche erbaut.

## Pfarrer
Die Kirchengemeinde Wellerode gehörte bis zum 1. August 1954 zur Evangelischen Kirchengemeinde Vollmarshausen und die Gottesdienste wurden von den Pfarrern der evangelischen Kirche Vollmarshausen durchgeführt. Als eigenständige Kirchengemeinde Wellerode waren bislang oder sind folgende Pfarrer verantwortlich:
- Wilhelm Jung (1. August 1954 – 30. November 1959)
- Ludwig Keller (1. Mai 1960 (29. September 1957 ordiniert) – 1964)
- Helmut Gehrke (1. Oktober 1964 – 31. März 1971)
- Reinhard Horst (1. Juni 1971 – 2. Dezember 1979)
- Werner Pausch (1. April 1980 – 28. Februar 2016)
- Julia Freiburger (1. März 2017 – 31. März 2024)